# Sara Däbritz
Sara Däbritz, née le 15 février 1995 à Amberg, est une footballeuse internationale allemande, qui joue au poste de milieu de terrain au Real Madrid.

## Biographie

### Carrière en club
Sara Däbritz commence sa formation au SpVgg Ebermannsdorf. À l'âge de 13 ans, elle part au JFG Vilstal, où elle reste trois ans, avant de rejoindre le SpVgg Weiden 2010. Au bout d'un an, elle rejoint le SC Freiburg à la trêve hivernale 2011-2012. Elle fait ses débuts en Bundesliga le 26 février 2012 lors du déplacement à Munich (défaite 0-3). Le 25 mars, elle marque son premier but en sénior à la 23e minute de la victoire 3-0 à domicile contre le Lokomotive Leipzig.

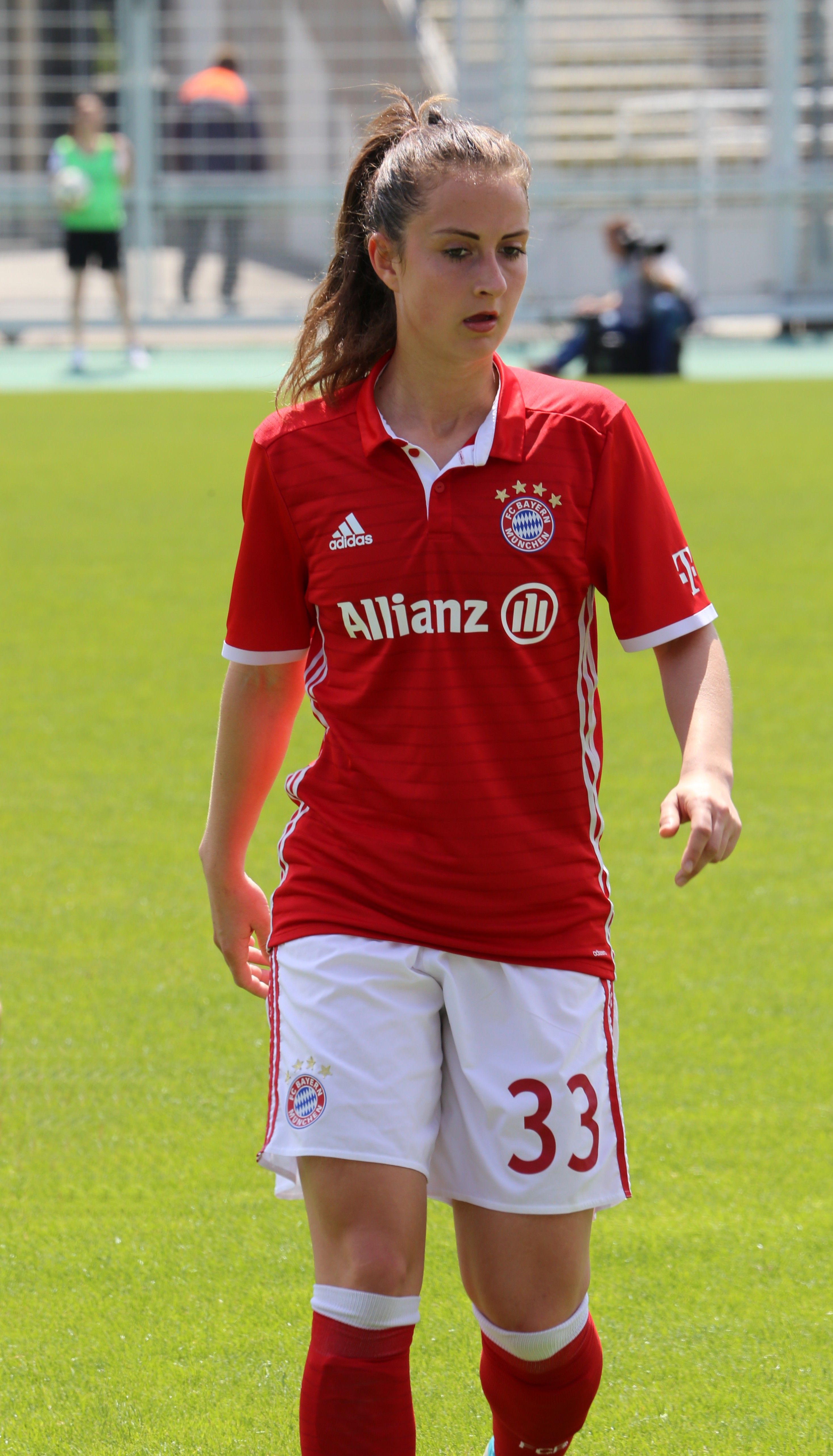
Sara Däbritz avec le Bayern Munich en 2017.

Pour la saison 2015-2016, elle signe au Bayern Munich. Elle remporte dès sa première année à Munich son premier championnat d'Allemagne. Le 22 février 2017, elle prolonge son contrat avec le Bayern Munich jusqu'en juin 2019. En 2019, elle décide de quitter le club et de ne pas prolonger son contrat.
Ainsi, en mai 2019, elle signe au Paris-Saint-Germain pour trois ans. Alors qu'elle s'est rapidement imposée dans l'effectif parisien, sa saison s'arrête en décembre, victime d'une lésion du ligament croisé antérieur du genou droit.

### Carrière internationale
Sara Däbritz est sélectionnée pour la première fois sélection de jeunes allemande le 7 avril 2010 lors du match de la sélection U15 contre celle des Pays-Bas. En décembre 2010, elle fait ses débuts avec l'équipe nationale U17. Avec cette équipe, elle finira troisième du championnat d'Europe 2011, puis, en tant que capitaine, remporte l'édition 2012 en venant à bout de la France en finale aux tirs au but. Elle participe également, en septembre 2012, à la Coupe du monde U17 en Azerbaïdjan, où elle joue six matchs et marque trois buts. En sélection U19, elle dispute sept matchs.
Däbritz fait ses débuts internationaux avec l'équipe d'Allemagne A le 29 juin 2013 à l'Allianz Arena de Munich lors de la victoire 4-2 en match amical contre l'équipe nationale du Japon en remplaçant Nadine Kessler à la 78e minute. Elle est appelée, par la sélectionneuse Silvia Neid, pour participer au championnat d'Europe en juillet 2013. Alors qu'elle effectue deux entrée en jeu dans le tournoi, son équipe remporte la compétition.
En août 2014, elle retourne en jeunes pour participer à la Coupe du monde U20 avec la sélection. Elle joue les six matchs du tournoi, marque cinq buts et participe au sacre de son équipe.

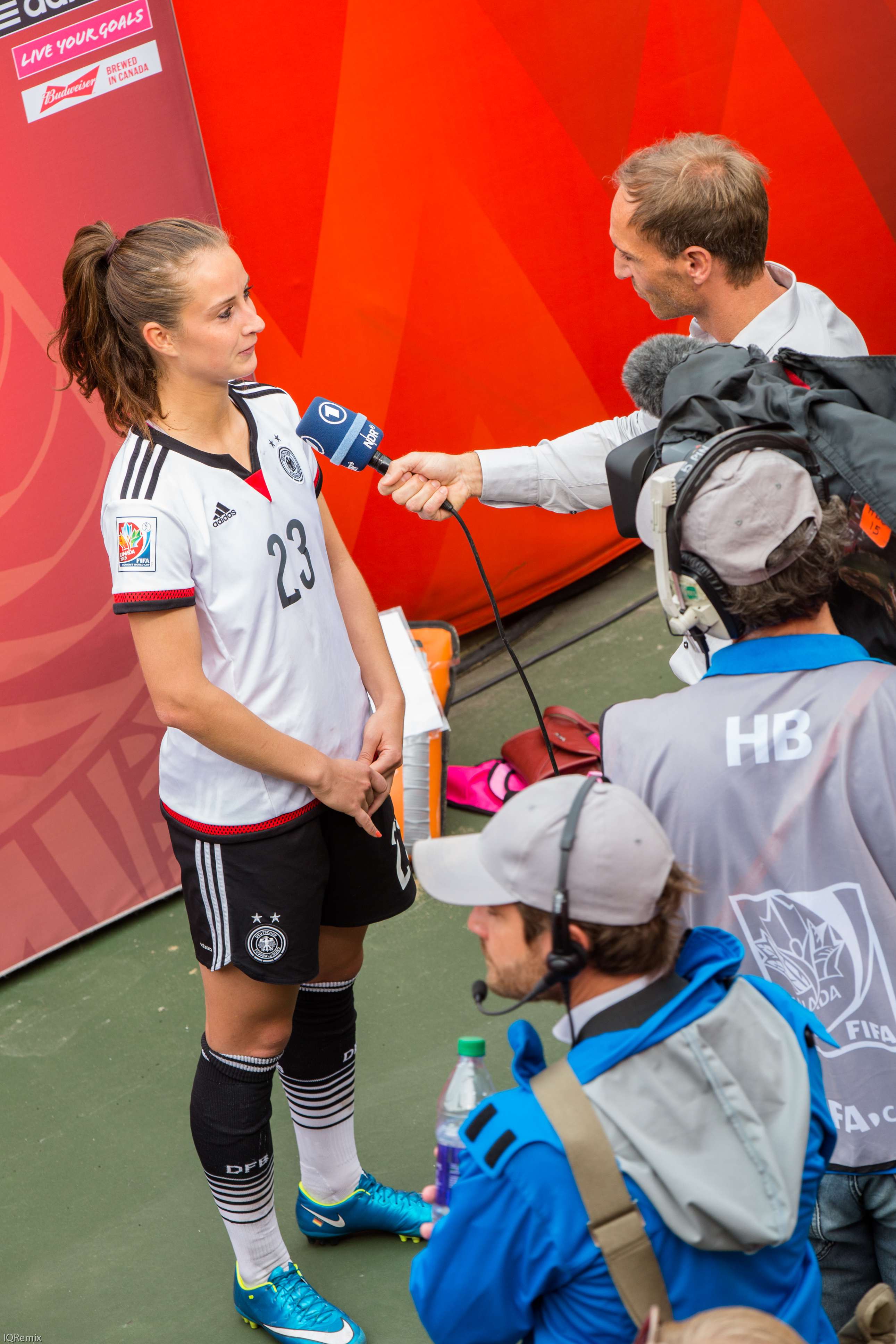
Sara Däbritz en interview durant la Coupe du monde 2015.

En mai 2015, elle est nommée dans l'équipe pour la Coupe du monde 2015 au Canada. Le 7 juin, elle marque son premier but international lors du premier match de groupe soldé d'une victoire 10-0 contre l'équipe de Côte d'Ivoire. En 2016, Däbritz participe au tournoi olympique féminin de football au Brésil. Elle marque trois buts dans la compétition et remporte la médaille d'or après avoir vaincu 2-1 la Suède en finale.
À l'Euro 2017 aux Pays-Bas, elle est éliminée avec l'Allemagne par le Danemark en quart de finale. Devenue une joueuse cadre de la sélection germanique, elle disputé tous les matchs de la Coupe du monde 2019. Son parcours avec l'Allemagne s'arrête de nouveau en quart de finale, malgré sa passe décisive, contre la Suède (1-2).

## Palmarès

### En club
Bayern Munich
- Championnat d'Allemagne (1)
  - Championne en 2016
- Coupe d'Allemagne
  - Finaliste en 2018

 Paris Saint-Germain
- Championnat de France (1)
  - Championne en 2021.

- Coupe de France (1)
  - Vainqueur en 2022.

 Olympique lyonnais
- D1 Arkema (3)
  - Championne en 2023
  - Championne en 2024
  - Championne en 2025

- Coupe de France (1)
  - Vainqueur en 2023

- Trophée des championnes (1)
  - Vainqueur en 2023

### International
Allemagne
- Championnat d'Europe (1)
  - Vainqueur en 2013
  - Finaliste en 2022
- Jeux olympiques d'été (1)
  - Vainqueur en 2016
- Algarve Cup (1)
  - Vainqueur en 2014

 Allemagne -20 ans
- Coupe du monde des moins de 20 ans (1)
  - Vainqueur en 2014

 Allemagne -17 ans
- Championnat d'Europe des moins de 17 ans (1)
  - Vainqueur en 2012
  - Troisième en 2011

### Individuel
- Soulier de bronze de la Coupe du monde féminine des moins de 20 ans 2014
- Médaille Fritz Walter : Bronze en 2012, argent en 2013, or en 2014
- Nommée dans l'équipe type de Division 1 aux Trophées UNFP du football 2022[4]

## Statistiques

### En club
| Saison                | Club                  | Championnat           | Championnat | Championnat | Coupe(s) nationale(s) | Coupe(s) nationale(s) | Supercoupe | Supercoupe | Compétition(s) continentale(s) | Compétition(s) continentale(s) | Compétition(s) continentale(s) | Total | Total |
| Saison                | Club                  | Division              | M.          | B.          | M.                    | B.                    | M.         | B.         | Comp.                          | M.                             | B.                             | M.    | B.    |
| 2011-2012             | SC Fribourg           | Frauen-Bundesliga     | 9           | 1           |                       |                       | -          | -          | -                              | -                              | -                              | 9     | 1     |
| 2012-2013             | SC Fribourg           | Frauen-Bundesliga     | 17          | 0           | 3                     | 0                     | -          | -          | -                              | -                              | -                              | 20    | 0     |
| 2013-2014             | SC Fribourg           | Frauen-Bundesliga     | 21          | 5           | 4                     | 3                     | -          | -          | -                              | -                              | -                              | 25    | 8     |
| 2014-2015             | SC Fribourg           | Frauen-Bundesliga     | 22          | 1           | 3                     | 0                     | -          | -          | -                              | -                              | -                              | 25    | 1     |
| Sous-total            | Sous-total            | Sous-total            | 69          | 7           | 10                    | 3                     | -          | -          | -                              | -                              | -                              | 79    | 10    |
| 2015-2016             | Bayern Munich         | Frauen-Bundesliga     | 22          | 9           | 4                     | 1                     | -          | -          | WCL                            | 2                              | 0                              | 28    | 10    |
| 2016-2017             | Bayern Munich         | Frauen-Bundesliga     | 22          | 1           | 2                     | 2                     | -          | -          | WCL                            | 5                              | 1                              | 29    | 4     |
| 2017-2018             | Bayern Munich         | Frauen-Bundesliga     | 16          | 8           | 4                     | 0                     | -          | -          | WCL                            | 0                              | 0                              | 20    | 8     |
| 2018-2019             | Bayern Munich         | Frauen-Bundesliga     | 20          | 13          | 4                     | 0                     | -          | -          | WCL                            | 7                              | 1                              | 31    | 14    |
| Sous-total            | Sous-total            | Sous-total            | 80          | 31          | 14                    | 3                     | -          | -          | -                              | 14                             | 2                              | 108   | 36    |
| 2019-2020             | Paris Saint-Germain   | Division 1            | 9           | 4           | 2                     | 0                     | 1          | 0          | WCL                            | 4                              | 0                              | 16    | 4     |
| 2020-2021             | Paris Saint-Germain   | Division 1            | 18          | 3           | 1                     | 1                     | -          | -          | WCL                            | 7                              | 1                              | 26    | 5     |
| 2021-2022             | Paris Saint-Germain   | Division 1            | 18          | 8           | 3                     | 2                     | -          | -          | WCL                            | 8                              | 1                              | 29    | 11    |
| Sous-total            | Sous-total            | Sous-total            | 45          | 15          | 6                     | 3                     | 1          | 0          | -                              | 19                             | 2                              | 71    | 20    |
| 2022-2023             | Olympique lyonnais    | Division 1            | 12          | 4           | 5                     | 1                     | 1          | 0          | WCL                            | 2                              | 1                              | 20    | 6     |
| 2023-2024             | Olympique lyonnais    | Division 1            | 15          | 7           | 4                     | 1                     | -          | -          | WCL                            | 7                              | 4                              | 26    | 12    |
| Sous-total            | Sous-total            | Sous-total            | 27          | 11          | 9                     | 2                     | 1          | 0          | -                              | 9                              | 5                              | 46    | 18    |
| Total sur la carrière | Total sur la carrière | Total sur la carrière | 221         | 64          | 39                    | 11                    | 2          | 0          | -                              | 42                             | 9                              | 304   | 84    |

### Buts internationaux
| 0   | Date             | Lieu                                    | Compétition                                          | Adversaire     | Score | Résultat |
| --- | ---------------- | --------------------------------------- | ---------------------------------------------------- | -------------- | ----- | -------- |
| 1er | 7 juin 2015      | Stade TD Place, Ottawa, Canada          | Coupe du monde 2015                                  | Côte d'Ivoire  | 8-0   | V 10-0   |
| 2e  | 15 juin 2015     | Investors Group Field, Winnipeg, Canada | Coupe du monde 2015                                  | Thaïlande      | 0-4   | V 0-4    |
| 3e  | 25 octobre 2015  | Hardtwaldstadion, Sandhausen, Allemagne | Éliminatoires de l'Euro 2017                         | Turquie        | 4-0   | V 7-0    |
| 4e  | 25 octobre 2015  | Hardtwaldstadion, Sandhausen, Allemagne | Éliminatoires de l'Euro 2017                         | Turquie        | 7-0   | V 7-0    |
| 5e  | 26 juillet 2016  | Benteler-Arena, Paderborn, Allemagne    | Match amical                                         | Ghana          | 6-0   | V 11-0   |
| 6e  | 3 août 2016      | Arena Corinthians, São Paulo, Brésil    | Jeux olympiques 2016                                 | Zimbabwe       | 0-1   | V 1-6    |
| 7e  | 6 août 2016      | Arena Corinthians, São Paulo, Brésil    | Jeux olympiques 2016                                 | Australie      | 1-2   | N 2-2    |
| 8e  | 16 août 2016     | Mineirão, Belo Horizonte, Brésil        | Jeux olympiques 2016                                 | Canada         | 0-2   | V 0-2    |
| 9e  | 10 juin 2018     | Stade Tim Hortons, Hamilton, Canada     | Match amical                                         | Canada         | 2-2   | V 2-3    |
| 10e | 10 novembre 2018 | Bremer Brücke, Osnabrück, Allemagne     | Match amical                                         | Italie         | 2-0   | V 5-2    |
| 11e | 12 juin 2019     | Stade du Hainaut, Valenciennes, France  | Coupe du monde 2019                                  | Espagne        | 1-0   | V 1-0    |
| 12e | 17 juin 2019     | Stade de la Mosson, Montpellier, France | Coupe du monde 2019                                  | Afrique du Sud | 0-2   | V 0-4    |
| 13e | 22 juin 2019     | Stade des Alpes, Grenoble, France       | Coupe du monde 2019                                  | Nigeria        | 2-0   | V 3-0    |
| 14e | 3 septembre 2019 | Arena Lviv, Lviv, Ukraine               | Éliminatoires de l'Euro 2021                         | Ukraine        | 0-1   | V 0-8    |
| 15e | 3 septembre 2019 | Arena Lviv, Lviv, Ukraine               | Éliminatoires de l'Euro 2021                         | Ukraine        | 0-5   | V 0-8    |
| 16e | 3 septembre 2019 | Arena Lviv, Lviv, Ukraine               | Éliminatoires de l'Euro 2021                         | Ukraine        | 0-7   | V 0-8    |
| 17e | 26 octobre 2021  | Stadion Essen, Essen, Allemagne         | Groupe H des Éliminatoires de la Coupe du monde 2023 | Israël         | 2-0   | V 7-0    |